# Ranto (Meurah Mulia)
Ranto is een bestuurslaag in het regentschap Aceh Utara van de provincie Atjeh, Indonesië. Ranto telt 352 inwoners (volkstelling 2010).